# Веркор
Веркор (Жан Марсель Брюллер (фр. Jean Marcel Bruller) *26 лютого 1902 — †10 червня 1991) — французький письменник, художник-ілюстратор. Псевдонім «Веркор» отримав в час німецької окупації Франції, коли діяв в підпіллі.

## Життєпис
Жан Марсель Брюллер народився 26 лютого 1902 року в Парижі. У 1923 році закінчив École Breguet, отримав диплом інженера-електротехніка, проте обрав кар'єру художника-ілюстратора.
У період німецької окупації Франції, влітку 1941 року, Брюллер написав повість «Мовчання моря», присвячену поету Сен-Поль-Ру.
Народився в Парижі в родині видавця Людовика Брюллера і Ернестіни Бурбон. У 1923 році він закінчив École Brequet, отримав диплом інженера-електротехніка, однак надав перевагу кар'єрі художника-ілюстратора та гравера. З 1921 року і до початку Другої світової війни випускає ряд альбомів з малюнками і естампами на злободенні теми, співпрацює як ілюстратор з журналами «Le Rire», «Paris-Flirt», «Frou-Frou», «Fantasio», «La Quinzaine critique», «Marianne», «Annales» та рядом інших, ілюструє твори Андре Моруа, Кіплінга, Сильвестра де Сасі. В деяких альбомах малюнки супроводжувалися досить розлогими текстами, які стали першою пробою пера майбутнього письменника. У 1932 році він стає головним редактором журналу «Allo Paris». З 1935 року співпрацює з тижневиком Народного фронту «Vendredi».
З початком Другої світової війни, в 1939 році, Брюллера призвали до резервного батальйону, демобілізований він був після перемир'я в 1940 році. У період окупації Франції, влітку 1941 року, Брюллер написав присвячену загиблому поетові Сен-Поль Ру повість «Мовчання моря» («Silence de la mer»), яка мала бути опублікована в підпільному журналі П'єра де Лескюра «La Pensée libre», однак здійсненню цього проекту завадив обшук, влаштований гестапо. Тоді де Лескюр і Брюллер прийняли рішення створити власне видавництво. 20 лютого 1942 року вони спільно заснували в Парижі підпільне видавництво «Мінюї» (Les Éditions de Minuit), що стало рупором французького Опору. Логотип видавництва був розроблений Брюллером. «Мовчання моря», віддруковане тиражем 250 примірників, стало першою публікацією видавництва, і першим же твором Брюллера, підписаним псевдонімом «Веркор» (за назвою лісистого передгір'я Альп, де діяв Рух Опору) і сприйнятий сучасниками як маніфест нескореної Франції.
З 1942 по 1944 р. в «Мінюї» було опубліковано 27 книг, у тому числі повість Веркора «Хід із зіркою», «Військовий льотчик» Антуана Сент-Екзюпері, твори Франсуа Моріака, Луї Арагона, Ельзи Тріоле, Поля Елюара. Після звільнення Франції видавництво продовжило свою роботу, а Жан Марсель Брюллер залишався на посту головного редактора до 1948 року.
Пацифіст за своїми переконаннями, після війни Веркор вів активну громадську діяльність, ставши членом Національної та Світової рад світу. У 1952 році Брюллер був обраний на пост голови Національного комітету письменників Франції, проте в 1956 р, обурений придушенням повстання в Угорщині, подав у відставку (як наслідок з'явилася його збірка есе «Заяву про звільнення», або «П. П. К.»). У лютому 1957 року Веркор опублікував есе «Чому я йду» («Pour Prendre Congé»), і оголосив про свою відмову від громадської діяльності, хоча надалі все ж виступав з критикою воєн в Алжирі та В'єтнамі.
Помер 10 червня 1991 року Парижі.

## Вплив
У 1999 році мережа книгарень Франції «FNAC» і французька газета «Монд» провели опитування серед читачів, в ході якого пропонувалося назвати найкращі книги XX століття. «Silence de la mer» опинилася в цьому списку під номером 42.
У 1949 році на основі своєї повісті Веркор написав однойменну п'єсу.

## Творчий доробок

### Романи
- «Люди чи тварини?» (фр. Les Animaux denatures, 1952)
- «Гнів» (фр. Coleres, 1956)
- «Сільва» (фр. Sylva, 1961)
- «Квота, або Прихильники достатку» (фр. Quota ou les Plethoriens, 1966) в співавторстві з Коронель
- «Пліт „Медузи“» (фр. Le Radeau de la Meduse, 1969)
- «Як брат» (фр. Comme un frere, 1973)
- «Ніжний крах» (фр. Tendre naufrage, 1974)
- «Коні часу» (фр. Les Chevaux du temps, 1977)
- «Анверский тигр» (фр. Le Tigre d'Anvers, 1986)

### Повісті і оповідання
- «Мовчання моря» (фр. Le Silence de la Mer, 1942)
- «Хода із зіркою» (фр. La Marche a l'Etoile, 1943)
- «Зброю ночі» (фр. Les Armes de la nuit, 1946)
- Збірник новел — «Друкарня „Верден“» (фр. L'Imprimerie de Verdun,1947)
- Збірник новел — «Очі і світло» (фр. Les Yeux et la lumiere, 1948)
- «Могутність дня» (фр. La Puissance du jour, 1951)
- Трилогія — «На цьому березі» (фр. Sur Ce rivage, 1958—1960);
- «Битва мовчання» (фр. La Bataille du silence, 1967);
- «Вовчий капкан» (фр. Le Piege a loup, 1979);

### Есе
- Більш-менш людина (фр. Plus ou moins homme, 1950)
- Видумки француза в Китаї (фр. Les Divagations d'un Francais en Chine, 1956)
- П. П. К. Чому я йду (фр. P. P. C. Pour prendre conge, 1957)
- У що я вірю (фр. Ce que je crois, 1975)
- Анна Болейн (фр. Anne Boleyn, 1985);

### П'єси
- Мовчання моря (фр. Le Silence de la Mer, 1949)
- Зоопарк або вбивця філантроп (фр. Zoo ou l’assassin philanthrope, 1963)
- Залізо та оксамит (фр. Le Fer et le Velours, 1969)
- Театр (фр. Theatre, 1978);

### Переклади
- Гамлет (1965)
- Цар Едіп (1967)
- Макбет (1978)